# Нове-Замки
Но́ве-За́мки (словац. Nové Zámky, нем. Neuhäusel, венг. Érsekújvár, тур. Uyvar) — город в юго-западной Словакии на реке Нитра. Население — около 38 тыс. человек.

## История
Крепость Нове-Замки была построена в 1573—1581 годах в качестве укреплённого пункта против турок и была одной из самых современных крепостей в Европе. Постепенно около крепости вырос город. Десять раз туркам не удавалось её взять, но в 1663 году они взяли её штурмом. Виной стала стратегическая ошибка коменданта крепости Адама Форгаха, который недооценил турецкие силы. Так на 22 года Нове-Замки стали центром османской провинции (Вашварский мир). В 1685 году войска под управлением герцога Карла Лотарингского освобождают город. В XVIII веке крепость утратила своё значение и в 1725 году её разобрали.
В 1848 году в Нове-Замки строятся фабрики и заводы, город начинает бурно развиваться. В 1871 году Нове-Замки соединяются железной дорогой с Будапештом и Веной.
В настоящее время город — один из промышленных центров западной Словакии.

## Население
| Год:                | 1994   | 2004    | 2014    | 2024    |
| ------------------- | ------ | ------- | ------- | ------- |
| Количество человек: | 43 448 | 41 469  | 38 941  | 36 002  |
| Разница:            |        | −4,55 % | −6,09 % | −7,54 % |

## Достопримечательности

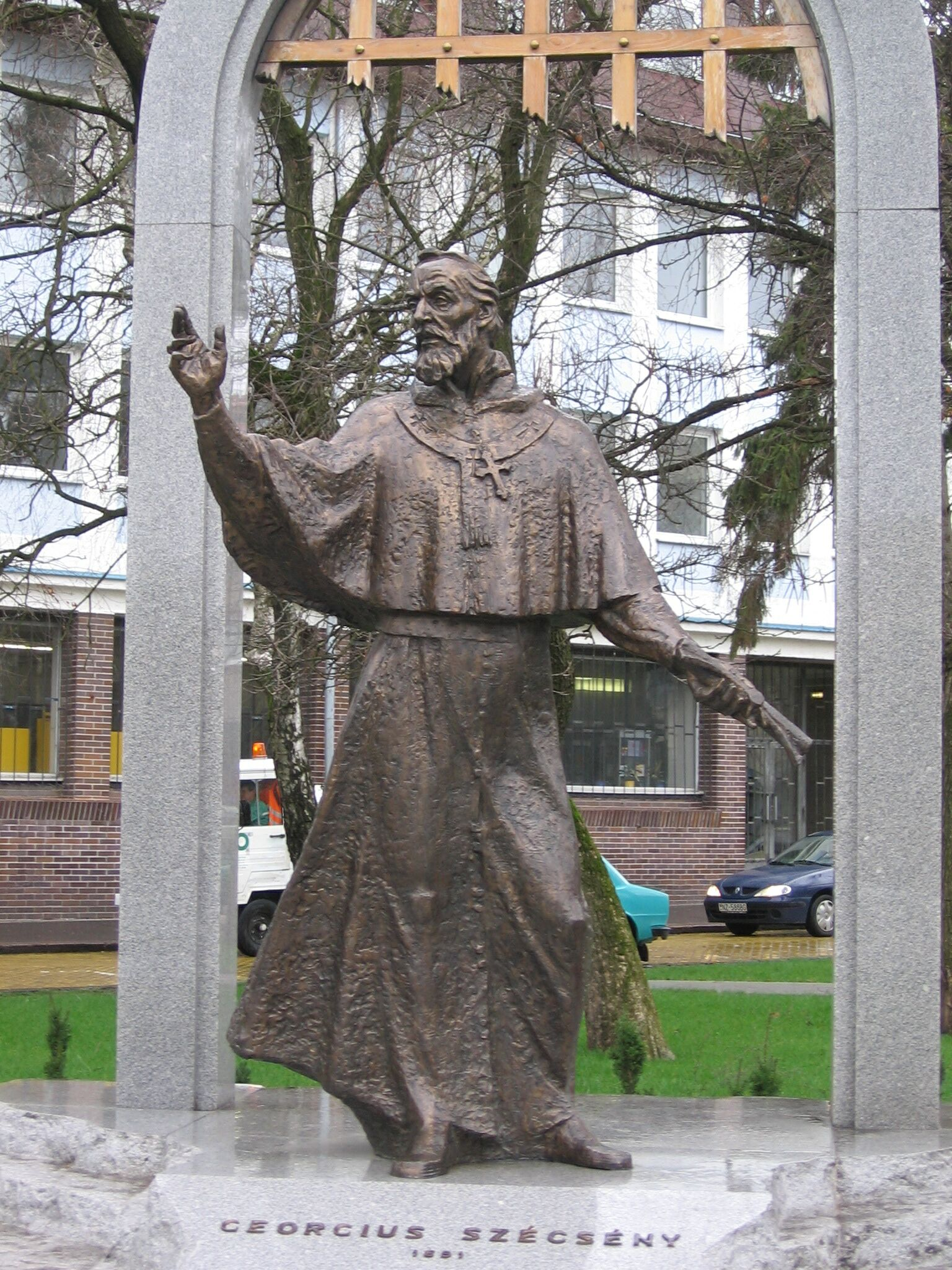
Памятник примасу Венгрии Дьёрдю Сеченьи в Нове-Замки

- Монастырь францисканцев с костёлом
- Костёл св. Креста
- несколько часовен
- Лютеранская кирха
- Кальвинистская церковь
- Ортодоксальная синагога
- Руины крепости.

## Известные уроженцы
- Хельбинг, Ференц (1870—1958) — венгерский художник-график и живописец.